# The Wheel Spins
The Wheel Spins (1936) est le sixième roman de la romancière britannique Ethel Lina White. Il est adapté au cinéma en 1938 par Alfred Hitchcock sous le titre Une femme disparaît.
Le roman décrit l'histoire d'une vieille gouvernante anglaise, innocente, ayant travaillé pour la famille royale d'un petit pays européen. Lors de son voyage, celle-ci pourrait rencontrer le roi de ce pays, dans un endroit secret et qui, officiellement, il n'est pas censé être. L'histoire nous dévoile plus tard, que cette rencontre pourrait compromettre le pouvoir du roi dans son pays.

## Résumé
Dans les Balkans, et à cause de la neige, des voyageurs de la ligne de chemin de fer se retrouvent bloqués dans un hôtel isolé de montagne. Iris, une jeune anglaise, passe une nuit agitée à cause d'un musicien mélomane, Gilbert qui organise une soirée à l'étage supérieur. Le lendemain, les voyageurs reprennent le train. Iris est accostée par une vieille dame qui a perdu ses bagages. Elle décide de l'aider, mais elle reçoit un pot de fleurs sur la tête[réf. souhaitée]. À son réveil, elle se retrouve dans un wagon en compagnie de la vieille dame nommée Miss Froy, et se lie d'amitié avec elle.
À son réveil, elle ne trouve plus de Miss Froy. Elle interroge les autres personnes du compartiment, mais ceux-ci répondent qu'ils n'ont jamais connu, ni vu de vieille dame, ni de Miss Froy dans le train. La seule personne prête à la croire est le musicien, Gilbert. Après enquête, ils vont découvrir que cette disparition mystérieuse est le centre d'un vaste complot...

## Adaptation

### Au cinéma
- 1938 : Une femme disparaît (The Lady Vanishes), film britannique réalisé par Alfred Hitchcock, d'après le roman d'Ethel Lina White, avec Margaret Lockwood, Michael Redgrave et Paul Lukas.
- 1979 : Une femme disparaît (The Lady Vanishes), film britannique réalisé par Anthony Page d'après le roman éponyme avec Elliott Gould, Cybill Shepherd et Angela Lansbury.

### À la télévision
- 2013 : The Lady Vanishes, téléfilm britannique réalisé par Diarmuid Lawrence d’après le roman éponyme, avec Tuppence Middleton et Keeley Hawes.